# عواء غوياني أحمر
عواء غوياني أحمر (الاسم العلمي: Alouatta macconnelli) هو نوع من الحيوانات يتبع جنس سعدان العواء من فصيلة السعادين عنكبوتية.